# Option (Umsatzsteuerrecht)
Unter Option versteht man im Umsatzsteuerrecht die Ausübung eines Wahlrechts. Die folgende nicht abschließende Aufzählung enthält
die wichtigsten Optionen:
- Verzicht auf die Steuerbefreiung (§ 9 UStG)
- Verzicht auf die Kleinunternehmerregelung (§ 19 Abs. 5 UStG)
- Verzicht auf die Durchschnittssatzbesteuerung für Land- und Forstwirte (§ 24 Abs. 4 UStG)
- Verzicht auf die Anwendung der Erwerbsschwelle für innergemeinschaftliche Erwerbe (§ 1a Abs. 4 UStG)
- Verzicht auf die Anwendung des § 2b UStG (zeitlich befristet bis 2026 gemäß § 27 Abs. 22a UStG)

## Verzicht auf die Steuerbefreiung (§ 9 UStG)

### Allgemeines
Ein Unternehmer kann bei der Option zur Steuerpflicht unter bestimmten Voraussetzungen gem. § 9 UStG den Verzicht einer Steuerbefreiung im Sinne von § 4 UStG erklären. Für gewisse Ausgangsumsätze sieht das Umsatzsteuergesetz eine Steuerbefreiung vor – gleichzeitig sind für die jeweiligen zuordenbaren Eingangsumsätze die Vorsteuerabzüge i. S. d.§ 15 UStG ausgeschlossen. Vorteil der Behandlung eines steuerfreien Umsatz als steuerpflichtig ist, dass hierdurch ein Vorsteuerabzug beim optierenden Unternehmer ermöglicht wird.
Allgemeine Voraussetzungen für diese Option sind:
- Der Umsatz, bei dem zur Steuerpflicht optiert wird, muss steuerfrei nach § 4 Nr. 8a bis g, Nr. 9a, Nr. 12, 13 oder 19 UStG sein (sog. verzichtsfähige Umsätze),
- der Umsatz muss an einen anderen Unternehmer für dessen Unternehmen bewirkt werden.
- Bei den folgenden Umsätzen muss der Leistungsempfänger in Zusammenhang mit dem Leistungsbezug zum vollen Vorsteuerabzug berechtigt sein:

Zu beachten ist, dass der Verzicht auf einzelne Umsätze beschränkt werden kann. Erbringt der Unternehmer mehrere steuerfreie Leistungen, für welche jeweils die Voraussetzung für die Option gegeben sind, so besteht die Optionsmöglichkeit für jeden einzelnen Umsatz. Eine Verpflichtung, die Option für alle gleichartigen Umsätzen vorzunehmen, besteht nicht.
Beispiel:
Ein Arzt erbringt in der Regel steuerfreie Heilbehandlungen nach § 4 Nr. 14 UStG. Da diese Umsätze des Arztes nicht zu den verzichtsfähigen Umsätzen des § 9 Abs. 1 UStG zählen, kann der Arzt auch nicht zur Umsatzsteuerpflicht optieren.

### Ausübung der Option
Die Ausübung der Option erfolgt dadurch, dass der Unternehmer den steuerfreien Umsatz als steuerpflichtig behandelt. Dies geschieht, indem der Unternehmer in der Rechnung die Umsatzsteuer (Mehrwertsteuer) berechnet und in seiner Steueranmeldung beim Finanzamt anmeldet und an das Finanzamt überweist.
Zusätzliche Voraussetzungen für die Option zur Steuerpflicht sind gem. § 9 Abs. 3 UStG bei Grundstücksveräußerungen zu beachten. Erfolgt die Veräußerung des Grundstücks über einen Kaufvertrag, kann die Option nur in dem gem. § 311b BGB notariell beurkundeten Kaufvertrag vorgenommen werden. Im Rahmen des Zwangsversteigerungsverfahrens ist die Option zur Steuerpflicht spätestens bis zur Abgabe des Gebotes zu erklären.

### Einschränkung der Option
Die Option ist gem. § 9 Abs. 2 UStG insbesondere bei Vermietung und Verpachtung eingeschränkt. Hier ist die Option nur möglich, wenn der Leistungsempfänger das Grundstück für Umsätze verwendet, die den Vorsteuerabzug nicht einschränken (sog. Abzugsumsätze). Voraussetzung ist folglich, dass der Leistungsempfänger Umsätze erzielt, die gem. § 15 Abs. 1 und 3 UStG zum Vorsteuerabzug berechtigen. Die Einschränkung gilt nicht für Gebäude die vor den in § 27 Abs. 2 UStG bezeichneten Zeitpunkten fertiggestellt worden sind bzw. bei der die Errichtung nicht rechtzeitig begonnen wurde.
Beispiel:
Ein Vermieter überlässt einem Exporteur Geschäftsräume (Zeitpunkt der Herstellung des Gebäudes nach dem 1. Januar 1998). Die Vermietungsleistungen zählen zu den optionsfähigen Umsätzen. Der Exporteur erbringt zwar steuerfreie Ausfuhrleistungen nach § 4 Nr. 1a i. V. m. § 6 UStG. Diese steuerfreien Umsätze berechtigen jedoch gem. § 15 Abs. 2 i. V. m. § 15 Abs. 3 UStG zum Vorsteuerabzug (sog. Abzugsumsätze). Folglich ist die Option gegenüber dem Exporteur zulässig. (Bei einem älteren Gebäude wäre die Option ohne Rücksicht auf eine mögliche Einschränkung des § 9 Abs. 2 UStG ohnehin möglich.)